# America Movil Submarine Cable System-1
America Movil Submarine Cable System-1 (kurz: AMX-1) ist ein Seekabel, das 2014 in Betrieb genommen wurde.
Das Kabel des mexikanischen Betreibers América Móvil verbindet auf einer Länge von rund 17.800 km Standorte von Nord-, Mittel- und Südamerika.

## Landepunkte
1. Barranquilla (Kolumbien)
2. Cancún (Mexiko)
3. Cartagena (Kolumbien)
4. Fortaleza (Brasilien)
5. Jacksonville (Vereinigte Staaten)
6. Miami (Vereinigte Staaten)
7. Puerto Barrios (Guatemala)
8. Puerto Plata (Dominikanische Republik)
9. Rio de Janeiro (Brasilien)
10. Salvador (Brasilien)
11. San Juan (Vereinigte Staaten)